# Vallée du Grand Rift
Pour les articles homonymes, voir Grand Rift.
Ne doit pas être confondu avec Rift est-africain.

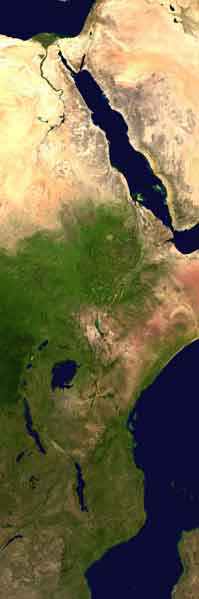
Image satellite de la vallée du Grand Rift.

La vallée du Grand Rift est un ensemble géologique constitué d'une série de failles et de volcans, situé en Afrique de l'Est. Son nom a été donné en 1894 par l'explorateur écossais John Walter Gregory, après son voyage en Afrique orientale britannique.
Également appelée rift est-africain ou « grande faille est-africaine », cette faille discontinue est constituée de plusieurs branches divisées en segments de faille, eux-mêmes divisés en ensembles plus petits, les bassins de faille. Cette complexité vaut à l'ensemble de la structure le nom de système de faille est-africain. L'association avec la faille de la mer Rouge, la faille du golfe de Suez et la faille du Levant forme le système de faille afro-arabique.
En réalité, l'ensemble de la faille tectonique s'étire en Afrique et en Asie mineure sur environ 7 000 kilomètres du nord au sud, et 30  à   100 km de largeur, du Liban jusqu'au Mozambique, en passant par la mer Rouge et les grands lacs africains. Elle coupe en deux la Corne de l'Afrique : la plaque somalienne, à l'est, s'éloigne de la plaque africaine, à l'ouest. Elle se divise, au sud de l'Éthiopie, de part et d'autre de l'Ouganda. La branche occidentale (rift Albertin) s'échelonne le long des grands lacs africains, formés par l'accumulation de l'eau dans les dépressions de faille, tandis que la branche orientale (rift de Gregory) traverse le Kenya et la Tanzanie à l'est du lac Victoria, où elle forme un chapelet de lacs plus petits.

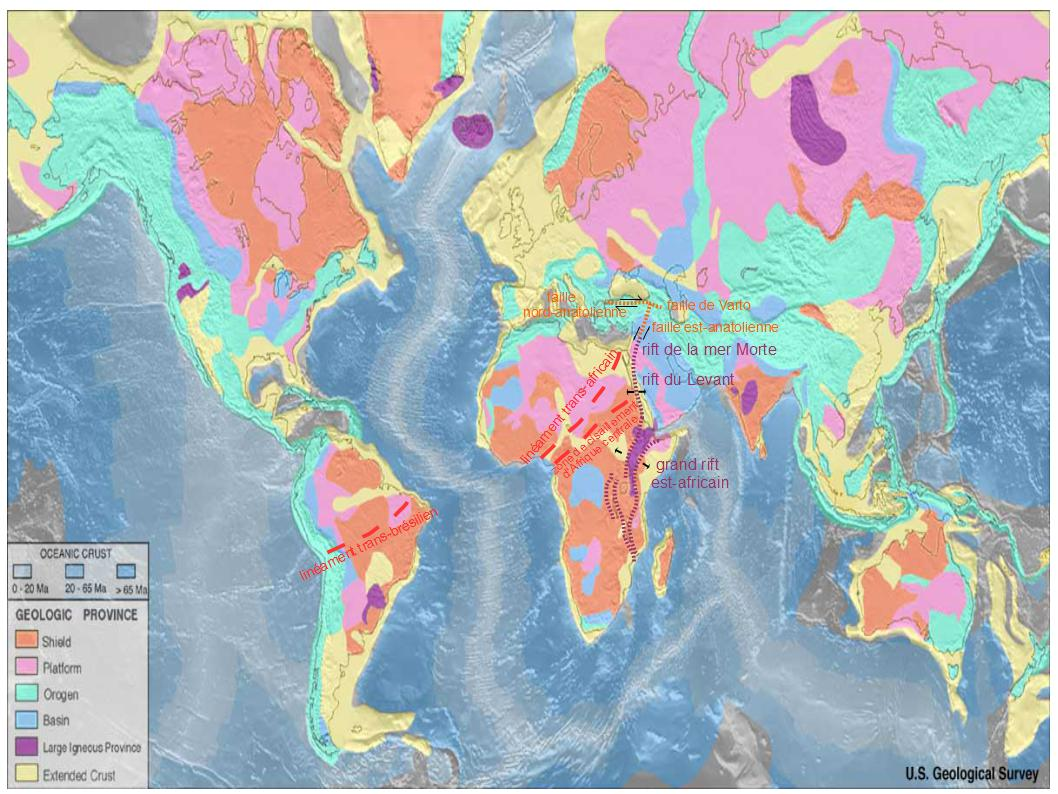
Grande faille afro-arabique sur la carte des provinces géologiques.

Schéma structural simplifié du système de faille est-africain.

## Étymologie
Rift est l'abréviation du mot anglais rift-valley : « fossé d'effondrement » en français[réf. incomplète].

## Géologie

### Fracturation
Du nord au sud, la faille tectonique est composée de la dépression de l'Afar (dont le golfe de Tadjourah et le bloc Danakil), la vallée de l'Awash, la vallée de l'Omo, le lac Turkana, après lequel la faille africaine se sépare en deux branches, formant les grands lacs africains à l'ouest et de petits lacs à l'est du lac Victoria, pour se réunir plus au sud dans le lac Malawi et la vallée de la Shire, au sud du Malawi.
La vallée du Grand Rift, la mer Rouge et le golfe d'Aden correspondent aux limites de trois plaques divergentes, limites disposées en étoile à partir d'un point triple localisé dans l'Afar. La mer Rouge et le golfe d'Aden, qui séparent la plaque arabique de l'Afrique, sont des failles océanisées. Le tripoint de l'Afar, qui relie les trois structures, est une zone volcanique majeure, traversée par de nombreuses failles normales.
La fracturation est-africaine a débuté durant l'Oligocène, il y a au moins 25 millions d'années, et l'effondrement a entraîné dans les nombreux lacs ainsi formés (lac Kivu, lac Tanganyika, lac Malawi, etc.) une importante sédimentation lacustre (jusqu'à 8 000 m). La vitesse d'ouverture est de l'ordre de 1 cm/an et diminue vers le sud. Les deux branches de la faille sont reliées par une zone de fracturation importante, le linéament d'Assoua. Le Kilimandjaro et le mont Kenya sont situés à l'intersection entre la branche orientale et ce linéament.
Quand la faille s'élargit, son altitude diminue en raison de la subsidence thermique et tectonique. La dépression de l'Afar est l'une des régions les plus basses du monde : le lac Assal a une altitude de 153 mètres sous le niveau de la mer, ce qui est le point le plus bas du continent africain.
Si la fracturation se poursuit, la grande faille est-africaine peut engendrer une mer à trois branches, séparant l'Arabie, la plaque africaine, et une plaque somalienne insulaire à l'Est.

### Activité volcanique
La vallée du Grand Rift connaît une intense activité volcanique, d'une grande complexité que l'on ne voit nulle part ailleurs.
On trouve parmi les principaux volcans situés le long de la faille (du nord au sud) :
- le volcan Dallol, un site volcanique de l'Afar connu pour sa géologie unique. C'est un cratère volcanique composé d'étendues de sel et de soufre. Des lacs acides surplombent des terrasses calcaires et les hornitos et autres petits geysers y pullulent ;
- l'Erta Ale, un volcan bouclier d'Éthiopie à caractère effusif très actif avec projection de lave fluide ;
- le Nyamuragira, situé en république démocratique du Congo. Il s'agit d'un volcan bouclier de basalte très riche en potassium. C'est le plus actif d'Afrique ;
- le Nyiragongo, un stratovolcan de la république démocratique du Congo à émission de lave liquide et à éruptions fréquentes, la dernière ayant débuté en 2021 ;
- l'Ol Doinyo Lengaï, situé en Tanzanie. Il rejette une lave fluide unique au monde, la carbonatite. En se refroidissant, cette lave devient blanche. Sur la mini-caldeira du cratère, des cônes de ce basalte blanc émettent des petites coulées de carbonatite et de la fumée grise.

Le Kilimandjaro et le mont Kenya, respectivement symboles de la Tanzanie et du Kenya, sont des volcans éteints.

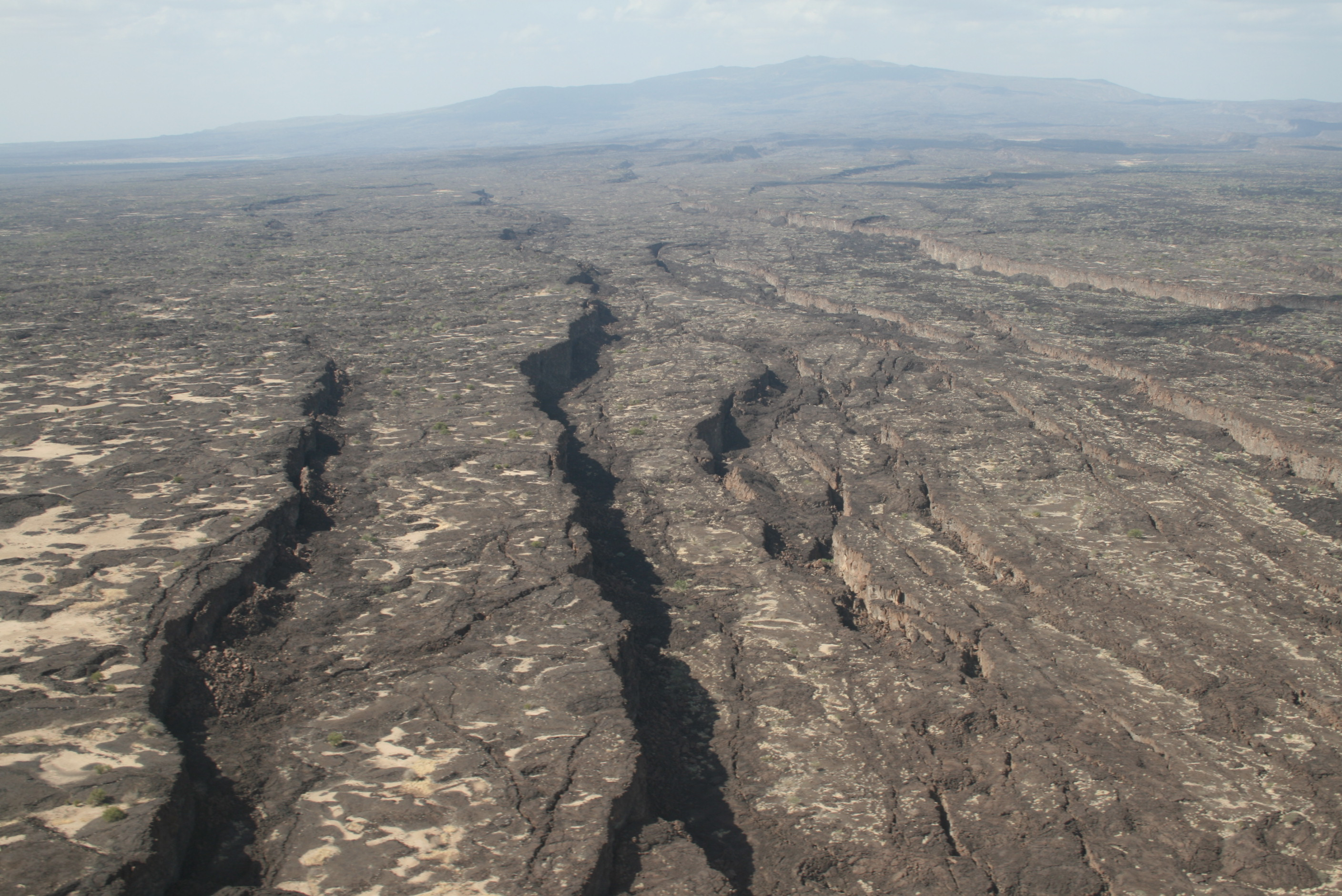
Volcan Dabbahu (en arrière-plan) et rift de Manda Hararo (au premier plan) en 2008.
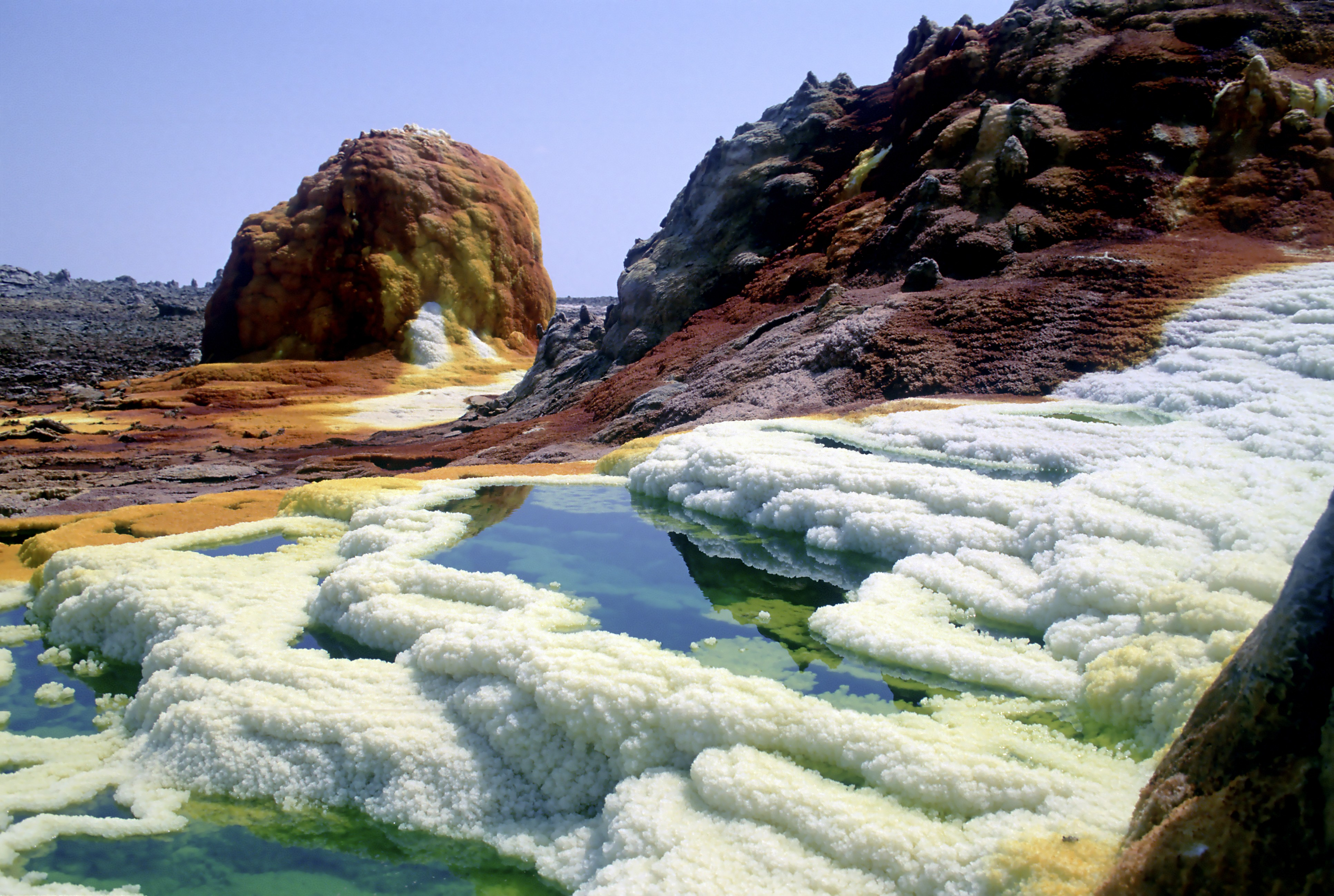
Le volcan Dallol.
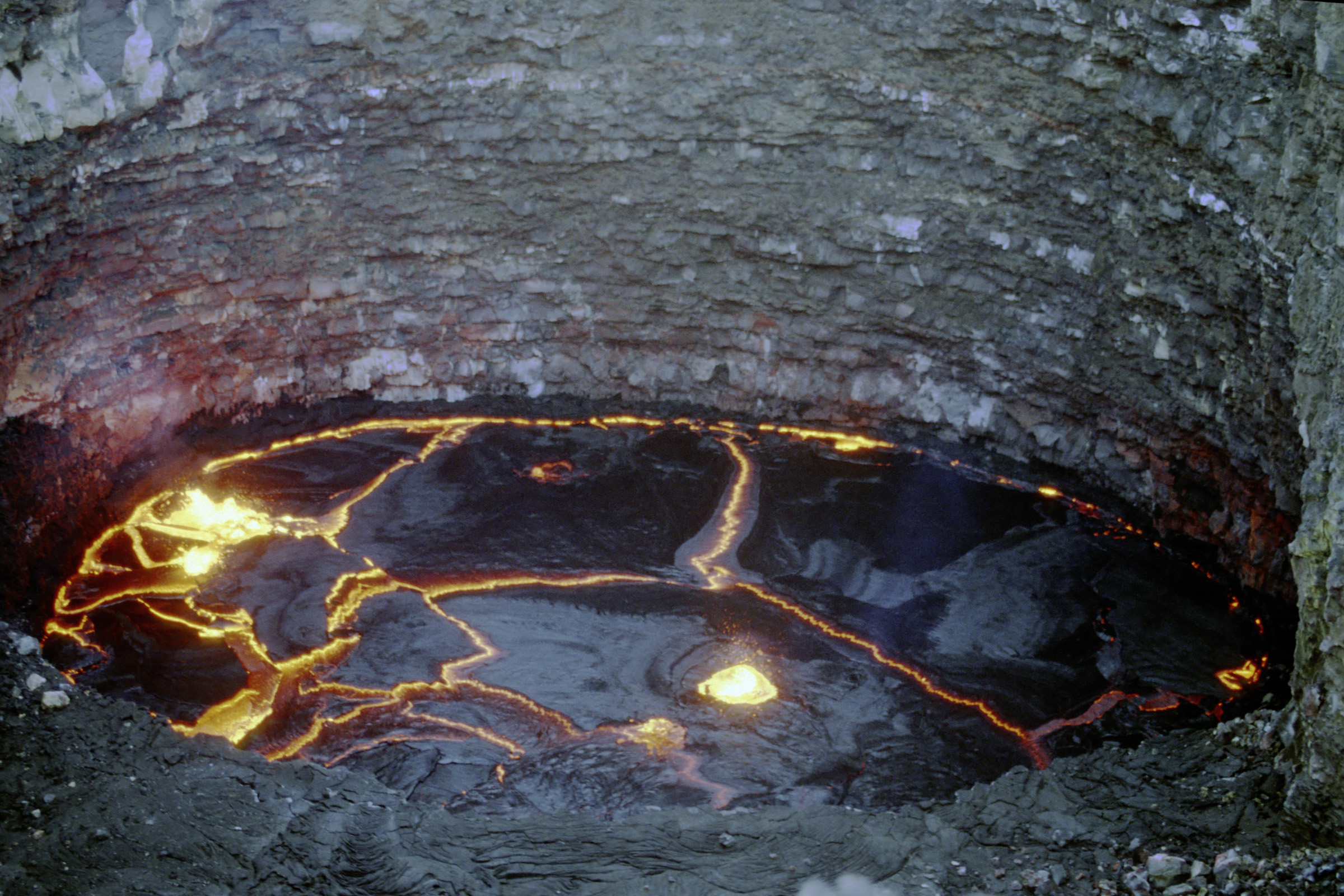
L'Erta Ale.
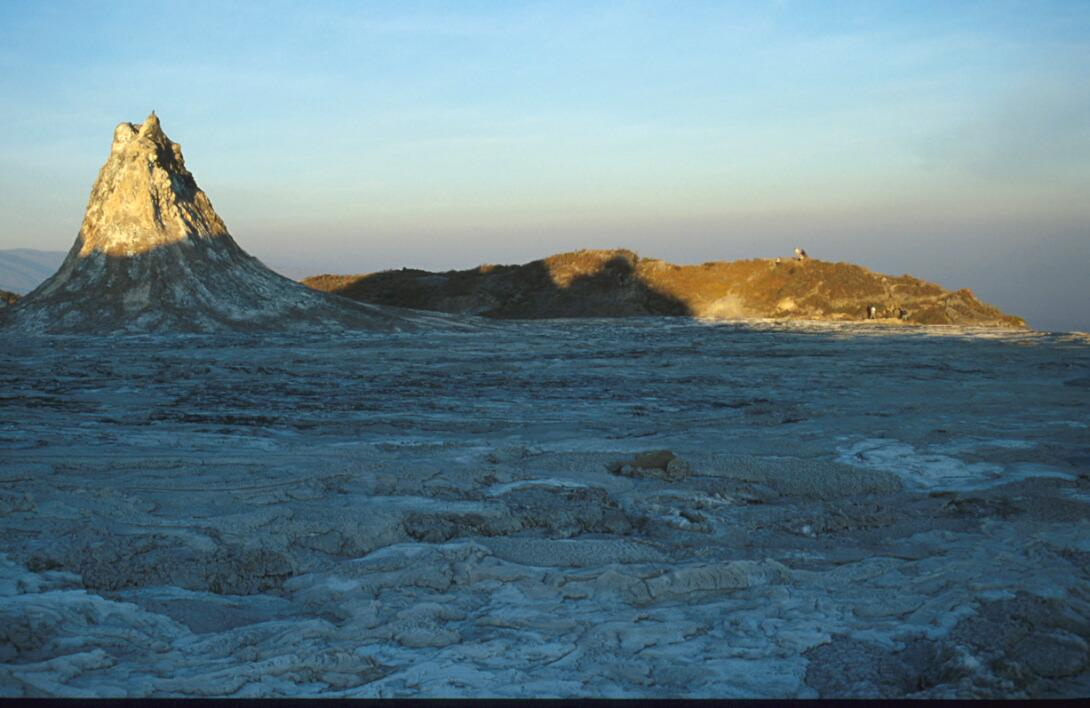
L'Ol Doinyo Lengaï.
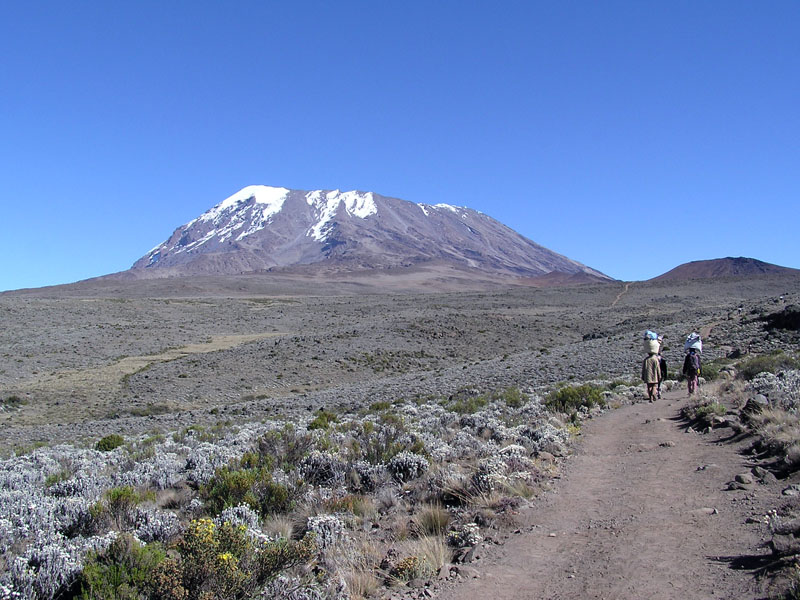
Le Kilimandjaro.
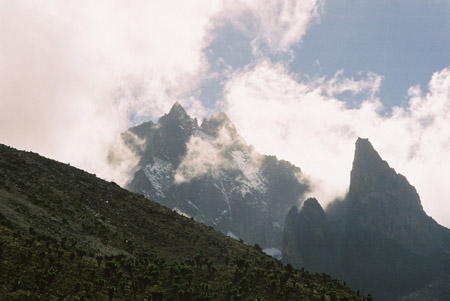
Le mont Kenya.
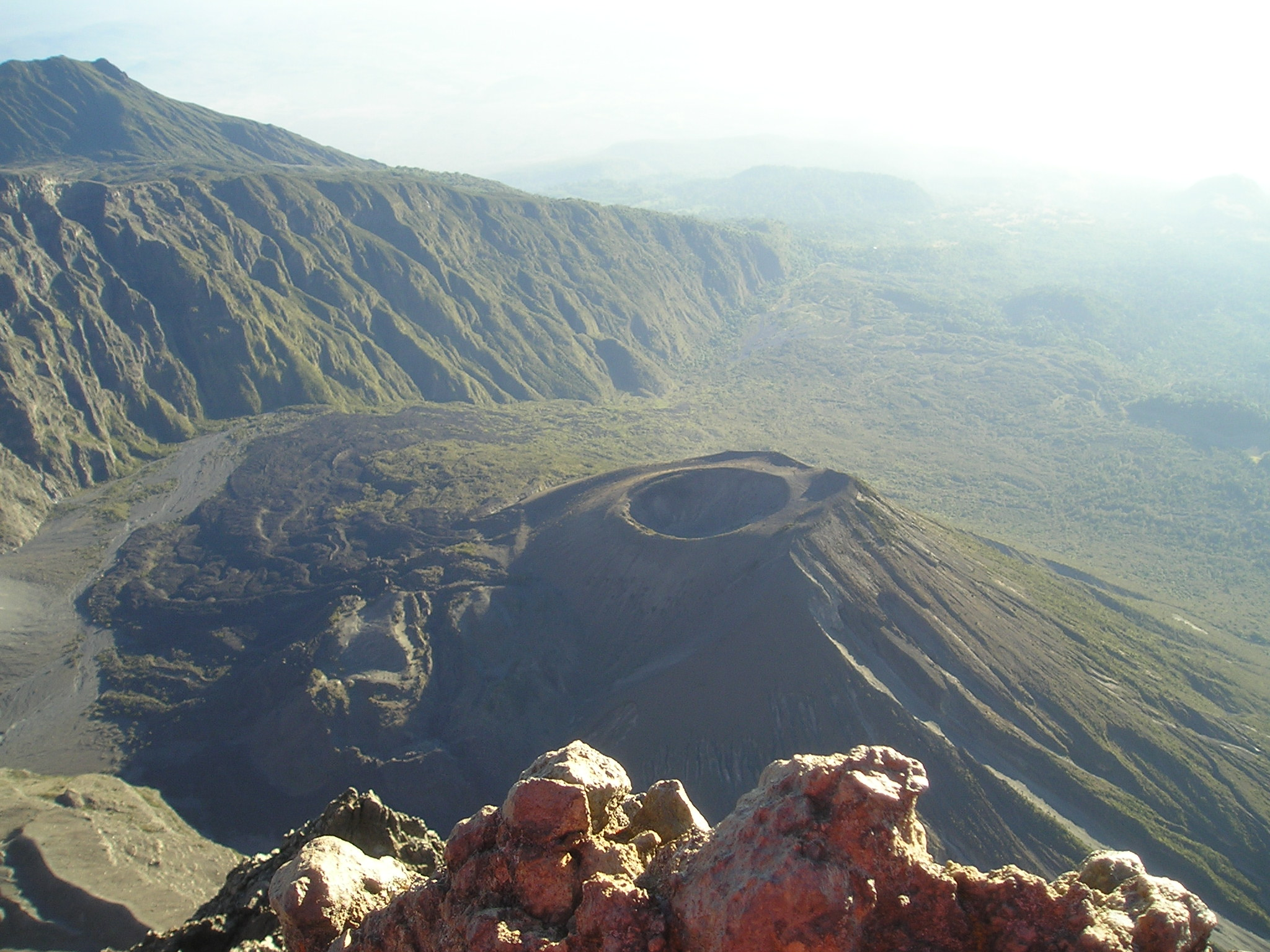
Le mont Méru.
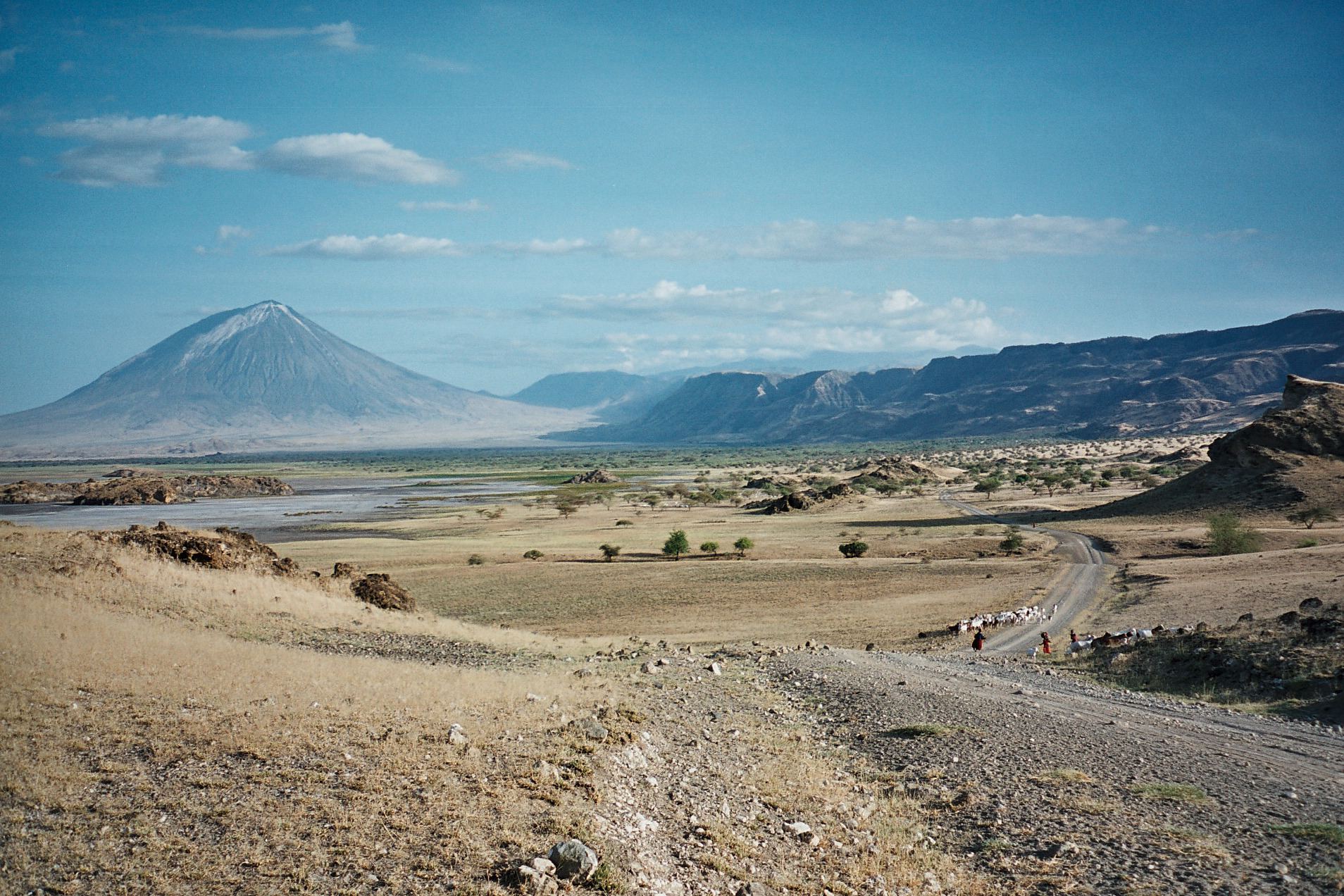
L'intérieur du rift et ses escarpements. Rive occidentale du lac Natron.

## Préhistoire

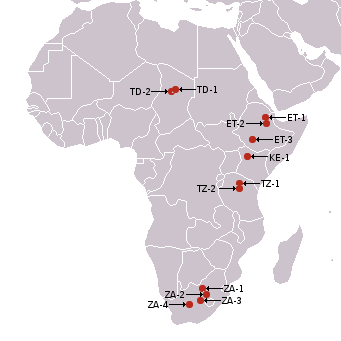
Principaux sites à Australopithèques et Paranthropes sur le continent africain.

### Historique
Depuis 1959, la vallée du Grand Rift a livré de nombreux fossiles d'Hominina, qui ont fait avancer la connaissance de l'histoire évolutive de la lignée humaine. La grande faille est-africaine présentait toutes les conditions requises pour créer, conserver, et livrer des fossiles. Les hautes terres à érosion rapide ont rapidement rempli la vallée de sédiments, créant un environnement favorable à la préservation des vestiges fossiles. Des millions d'années d'activité tectonique (fracturation et volcanisme) et de sédimentation relativement rapide ont enfoui, préservé et fait ressurgir à la surface les restes d'espèces qui habitaient jadis la région.
Si le premier hominine connu est décrit par Raymond Dart en 1925 en Afrique du Sud, de nombreux fossiles d'homininés et d'humains archaïques ont été depuis mis au jour le long de ce système de failles, par Louis et Mary Leakey à partir de 1959 dans les gorges d'Olduvaï, en Tanzanie, par Camille Arambourg et Yves Coppens en 1967 dans la vallée de l'Omo, par Donald Johanson et Yves Coppens à partir de 1973 dans la vallée de l'Awash, en Éthiopie, avec notamment Lucy, un squelette partiel d'Australopithecus afarensis daté de 3,18 millions d'années, et par Richard et Meave Leakey autour du lac Turkana, au Kenya, dans les années 1980 et 1990.
En 2007, deux espèces d'homininés ont été découvertes en Afrique de l'Est : Chororapithecus abyssinicus (8 Ma), trouvé dans l'Afar, en Éthiopie, probablement apparenté au Gorille, et Nakalipithecus nakayamai (10 Ma), trouvé au Kenya, qui serait peut-être un Hominini.

### East Side Story
La vallée du Grand Rift a longtemps été considérée par la communauté scientifique comme le berceau de la lignée humaine, car de nombreux fossiles d'hominines préhumains y ont été mis au jour. La découverte de Toumaï au Tchad en 2001 a toutefois remis en cause ce schéma.
Une théorie concernant l'apparition de la lignée humaine faisait jouer un rôle de premier plan à la formation de la grande faille africaine. Connue sous le nom d'East Side Story, elle a été proposée par A. Kortlandt, puis popularisée par Yves Coppens à partir de 1982,. La formation de la faille aurait fini par conduire à une différenciation climatique et environnementale majeure entre la région située à l'ouest, humide et boisée, et la région située à l'est, beaucoup plus sèche et occupée par la savane. À partir d'une souche commune, deux lignées auraient divergé, aboutissant à l'ouest aux chimpanzés arboricoles, et à l'est aux premiers Hominina puis aux Australopithèques, groupe probablement à l'origine du genre Homo. La sélection de la bipédie serait une adaptation à la savane.
Ce modèle au départ séduisant a été remis en cause par le constat d'une locomotion encore largement arboricole des Australopithèques, et par les découvertes au Tchad d'Australopithecus bahrelghazali (en 1995) et de Sahelanthropus tchadensis (en 2001), 2 500 km à l'ouest du rift, par des missions dirigées par Michel Brunet. L'émergence de la sous-tribu des Hominina apparaît aujourd'hui aux paléoanthropologues comme un processus bien plus complexe que la théorie développée au début des années 1980 par Yves Coppens.
Les découvertes de fossiles en Afrique du Sud, en Afrique de l'Est le long de la grande faille est-africaine, et au Tchad, s'expliquent en partie par un biais géologique et taphonomique. En effet, dans de nombreuses régions d'Afrique, la faible sédimentation, le couvert forestier actuel qui donne des sols acides, l'érosion et d'autres facteurs en ont empêché la fossilisation, la conservation, ou la mise au jour. Mais il est probable que de nombreuses régions d'Afrique aient été peuplées d'homininés dès le Pliocène.

### Principales régions fossilifères
En descendant le long de la grande faille est-africaine du nord vers le sud, plusieurs régions se succèdent qui ont livré de nombreux fossiles humains ou préhumains, accompagnés ou non de vestiges lithiques :
- vallée de l'Awash (Éthiopie)
- vallée de l'Omo (Éthiopie)
- lac Turkana (Kenya)
- district de Baringo (Kenya)
- gorges d'Olduvaï (Tanzanie)
- Laetoli (Tanzanie)

## Néolithique
Les régions de la grande faille est-africaine ont été à l'origine de quelques-unes des plus anciennes cultures agraires, agropastorales et pastorales d'Afrique. Elles ont en effet été le foyer de domestication et de diversification de plantes cultivées (café, teff, khat, sorgo, éleusine), comme l'ont montré les travaux du botaniste russe Nikolaï Vavilov depuis les années 1920.